# Боровское (Липецкая область)
Боровско́е — село Тихвинского сельского поселения Добринского района Липецкой области.
Расположено на правом берегу реки Плавицы при впадении в неё ручья. На севере к Боровскому примыкает деревня Андреевка. На противоположном берегу — село Тихвинка (бывший центр сельсовета) и деревня Алексеевка.

## История
Основано переселенцами из-под Липецка и из села Боровое; они основали деревни Замара́й-Ли́пецкая и Замара́й-Боровска́я, соответственно. В 1864 году, когда здесь была построена церковь, селение объединили в село Замара́й (Замара́евка). Нынешнее название закрепилось в советское время.

## Население
| 2010 |
| ---- |
| 148  |

## Объекты культурного наследия
- Курганная группа 1 (2 насыпи)  исторический памятник (региональный)

- Курганная группа 2 (3 насыпи)  исторический памятник (региональный)

## Известные уроженцы
- Калинин, Иван Андреевич (1921—1945) — танкист, участник Великой Отечественной и советско-японской войн, Герой Советского Союза (1943).
- Чернышов, Николай Михайлович (1932—2017) — геолог, член-корреспондент РАН, заведующий кафедрой Воронежского университета.